# Natalie Portmanová
Natalie Portmanová (nepřechýleně Natalie Portman, hebrejsky נטלי פורטמן‎, rodným jménem Natalie Heršlag, hebrejsky נטלי הרשלג‎, * 9. června 1981 Jeruzalém, Izrael) je izraelsko-americká herečka. Je držitelkou několika ocenění, včetně Oscara a dvou Zlatých glóbů.
Svůj filmový debut zaznamenala ve svých dvanácti letech, kdy účinkovala ve francouzském akčním filmu Leon (1994) režiséra Luca Bessona. Při studiích na střední škole v roce 1998 debutovala na Broadwayi v inscenaci Deník Anne Frankové a získala mezinárodní uznání za hlavní roli Padmé Amidaly v prequelové trilogii Star Wars (1999, 2002, 2005). Během natáčení Star Wars dokončila bakalářské studium psychologie na Harvardově univerzitě. V roce 2001 hrála v divadelní hře Racek.
V roce 2004 ztvárnila tajemnou striptérku v dramatu Na dotek, za níž obdržela Zlatý glóbus za nejlepší herečku ve vedlejší roli a nominaci na Oscara. Od té doby pokračovala s hlavními rolemi, kdy ztvárnila Evey Hammond v thrilleru V jako Vendeta (2005), Annu Boleynovou v historickém dramatu Králova přízeň (2008) a problémovou balerínu v psychologickém hororu Černá labuť (2010), za níž získala Oscara za nejlepší herečku. Dále účinkovala v romantické komedii Hlavně nezávazně (2011) a ztvárnila Jacqueline Kennedyovou v životopisném filmu Jackie (2016), který jí vynesl třetí nominaci na Oscara. Ztvárnila také Jane Foster v superhrdinských filmech Thor (2011), Thor: Temný svět (2013) a Thor: Láska jako hrom (2022) franšízy Marvel Cinematic Universe, díky nimž se stala jednou z nejvýdělečnějších hereček na světě.
Mezi její režijní počiny patří krátký film Eve (2008) a životopisné drama A Tale of Love and Darkness (2015).

## Mládí
Natalie Portmanová se narodila v Jeruzalémě v Izraeli. Její otec Avner Hershlag je izraelský lékař specializující se na plodnost a reprodukční lékařství (konkrétně na reprodukční endokrinologii) a její matka Shelley Stevens je americká žena v domácnosti, která je zároveň její agentkou. Předci její matky byli Židé z Rakouska a Ruska, zatímco předci jejího otce byli Židé, kteří do Izraele podnikli aliju z Polska a Rumunska. Její prarodiče z otcovy strany zahynuli ve vyhlazovacím táboře Auschwitz-Birkenau a její v Rumunsku narozená prababička byla britskou špionkou během druhé světové války.
Její rodiče se seznámili v židovském studentském centru na Ohijské státní univerzitě, kde její matka prodávala lístky. Její otec se poté vrátil do Izraele a dopisoval si s její matkou, se kterou se nakonec oženil, když za ním o několik let později do Izraele přijela. Když byly Portmanové tři roky, rodina se přestěhovala do Spojených států, kde její otec získal lékařské vzdělání. Rodina nejprve žila ve Washingtonu, kde Portmanová chodila do židovské denní školy Charlese E. Smitha, poté se v roce 1988 přestěhovala do Connecticutu a nakonec se v roce 1990 natrvalo usadila na newyorském Long Islandu. Portmanová uvedla, že ačkoliv „Státy (pozn. USA) opravdu miluji (…) moje srdce je v Jeruzalémě. To je místo, kde se cítím být doma.“ Je jedináček a má velmi blízký vztah ke svým rodičům, které často bere na premiéry svých filmů.

### Vzdělání

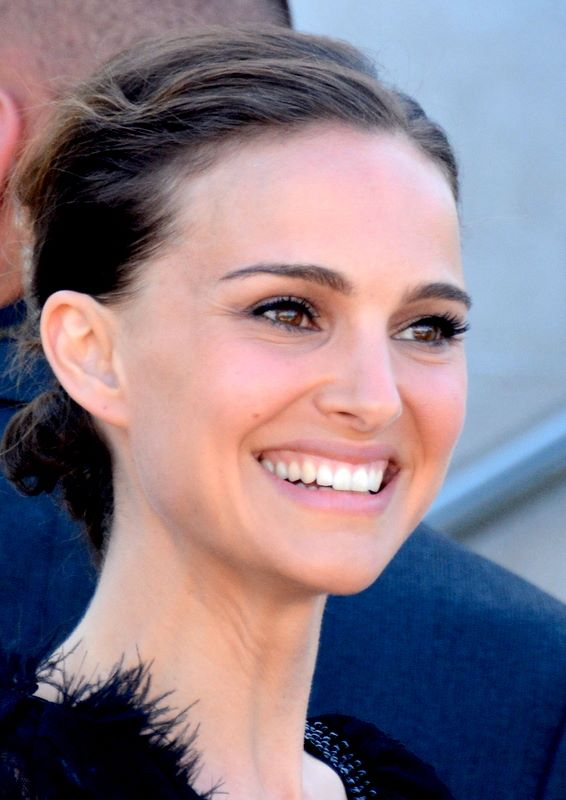
Natalie Portmanová na Festivalu v Cannes 2015

Ačkoliv její rodina nebyla religiózně založená, chodila Portmanová do židovské základní školy Solomon Schechter Day School of Glen Cove v New Yorku. Poté vystudovala veřejnou střední školu Syosset High School. Nezúčastnila se premiéry Star Wars: Epizoda I – Skrytá hrozba, aby se mohla učit na závěrečné zkoušky na střední škole.
V červnu 2003 promovala na Harvard University, kde získala bakalářský titul v psychologii. Na Harvardu byla v psychologické laboratoři výzkumnou asistentkou Alana Dershowitze (děkuje jí ve své knize The Case for Israel). Během studií na Harvardu žila v Lowell House a napsala dopis do studentských novin The Harvard Crimson v reakci na protiizraelskou esej, kterou otiskly.
Na jaře 2004 absolvovala několik postgraduálních kurzů na Hebrejské univerzitě v Jeruzalémě. V březnu 2006 byla hostující přednášející na Columbijské univerzitě na přednášce o terorismu a boje proti terorismu, kde hovořila o filmu V jako Vendeta.
Kromě toho, že je bilingvní v hebrejštině a angličtině, dále studuje francouzštinu, japonštinu, němčinu a arabštinu.
Jako studentka se podílela na dvou výzkumných pracích, které byly publikovány v odborných vědeckých periodikách. Se svou středoškolskou prací z roku 1998 s názvem „Jednoduchá metoda k prokázání enzymatické výroby vodíku z cukru“ (A Simple Method To Demonstrate the Enzymatic Production of Hydrogen from Sugar) se zúčastnila soutěže Intel Science Talent Search. V roce 2002 se během studia psychologie podílela na studii o paměti s názvem „Aktivace čelního laloku při stálosti objektu“ (Frontal Lobe Activation During Object Permanence).

## Kariéra
Jako dítě trávila prázdniny na divadelních táborech. Po zkušenostech z muzikálu uváděného na scéně mimo Broadway ve svých jedenácti a půl letech vyhrála v konkurenci 2000 dalších uchazeček casting k filmu Léon. V polovině 90. let hrála ve filmech Nelítostný souboj, Všichni říkají: Miluji tě, Mars útočí! a jednu z hlavních rolí ztvárnila ve filmu Nádherný holky. Na konci 90. let byla obsazena do role Padmé Amidaly v prequelové trilogii Hvězdných válek. Poté před další hereckou kariérou dala přednost vzdělání a na Harvardově univerzitě studovala jako hlavní obor psychologii.
V poslední době hrála ve filmech Procitnutí v Garden State, Hlavně nezávazně, Na dotek a V jako Vendeta. Za roli ve filmu Na dotek získala Zlatý glóbus a dále byla nominována na Oscara a cenu BAFTA.

## Osobní život
Při natáčení filmu Černá labuť se seznámila s francouzským hercem, tanečníkem a choreografem Benjaminem Millepiedem (* 1977). V prosinci roku 2010 oznámili své zásnuby a těhotenství. Svého prvorozeného syna Alepha Portman-Millepieda porodila v létě 2011. V srpnu 2012 se Natalie Portmanová a Benjamin Millepied vzali na soukromém židovském obřadu na pobřeží Big Sur v Kalifornii. V únoru 2017 se jí narodila dcera Amalia. V roce 2024 se manželé rozvedli.

## Filmografie

### Filmové a televizní role
| rok  | název                                 | role                                      | poznámky |
| ---- | ------------------------------------- | ----------------------------------------- | --- |
| 1994 | Léon                                  | Mathilda                                  | (film je známý též pod názvem The Professional) |
| 1994 | Developing                            | Nina                                      | 23minutový krátký film |
| 1995 | Nelítostný souboj                     | Lauren Gustafson                          | |
| 1996 | Nádherný holky                        | Marty                                     | |
| 1996 | Všichni říkají: Miluji tě             | Laura Dandridge                           | |
| 1996 | Mars útočí!                           | Taffy Dale                                | |
| 1999 | Star Wars: Epizoda I – Skrytá hrozba  | Padmé Amidala                             | |
| 1999 | Kdekoli, jen ne tady                  | Ann August                                | |
| 2000 | Jdi za svým srdcem                    | Novalee Nation                            | |
| 2001 | Zoolander                             | sama sebe                                 | cameo |
| 2002 | Star Wars: Epizoda II – Klony útočí   | Padmé Amidala                             | nominace na cenu Zlatá malina za nejhorší herečku ve vedlejší roli |
| 2003 | Návrat do Cold Mountain               | Sara                                      | |
| 2004 | Garden State                          | Samantha                                  | |
| 2004 | Na dotek                              | Alice Ayres/Jane Jones                    | Zlatý glóbus v kategorii Nejlepší herečka ve vedlejší roli cena Společnosti sandiegských filmových kritiků v kategorii Nejlepší herečka ve vedlejší roli nominace – Oscar v kategorii Nejlepší herečka ve vedlejší roli nominace – cena BAFTA v kategorii Nejlepší herečka ve vedlejší roli nominace – Broadcast Film Critics Association Award v kategorii Nejlepší herečka ve vedlejší roli nominace – London Film Critics Circle Award v kategorii Nejlepší herečka ve vedlejší roli nominace – Online Film Critics Society Award v kategorii Nejlepší herečka ve vedlejší roli nominace – Satellite Award v kategorii Nejlepší herečka ve vedlejší roli |
| 2005 | Star Wars: Epizoda III – Pomsta Sithů | Padmé Amidala                             | |
| 2005 | Free Zone                             | Rebecca                                   | |
| 2006 | V jako Vendeta                        | Evey Hammond                              | |
| 2006 | Paříži, miluji tě                     | Francine                                  | |
| 2006 | Goyovy přízraky                       | Ines Bilbatua & Alicia                    | |
| 2007 | Moje borůvkové noci                   | Leslie                                    | |
| 2007 | Darjeeling s ručením omezeným         | Jackova bývalá přítelkyně                 | |
| 2007 | Hotel Chevalier                       | Jackova bývalá přítelkyně                 | |
| 2007 | Říše hraček                           | Molly Mahoney                             | |
| 2008 | Králova přízeň                        | Anna Boleynová                            | |
| 2009 | New Yorku, miluji Tě!                 | Rifka                                     | |
| 2009 | Bratři                                | Grace Cahill                              | |
| 2010 | Láska a jiné katastrofy               | Emilia Greenleaf                          | |
| 2010 | Hesher                                | Nicole                                    | |
| 2010 | Černá labuť                           | Nina                                      | Zlatý glóbus v kategorii Nejlepší herečka v hlavní roli Oscar v kategorii Nejlepší herečka v hlavní roli Cena BAFTA v kategorii Nejlepší herečka v hlavní roli |
| 2011 | Hlavně nezávazně                      | Emma                                      | |
| 2011 | Princ a pruďas                        | Isabel                                    | |
| 2011 | Thor                                  | Jane Fosterová                            | |
| 2013 | Thor: Temný svět                      | Jane Fosterová                            | |
| 2015 | Příběh lásky a temnoty                | Fania Mussman Klausner                    | |
| 2015 | Knight of Cups                        | Elizabeth                                 | |
| 2016 | Pistolnice Jane                       | Jane Hammond                              | |
| 2016 | Planetárium                           | Laura Barlow                              | |
| 2016 | Jackie                                | Jacqueline „Jackie“ Kennedyová Onassisová | Nominace – Oscar v kategorii „herečka v hl. roli“ |
| 2017 | Song to Song                          | Rhonda                                    | |
| 2018 | Annihilation                          | Lena                                      | |
| 2018 | The Death and Life of John F. Donovan | Sam Turner                                | |
| 2018 | Vox Lux                               | Celeste Montgomery                        | |
| 2019 | Avengers: Endgame                     | Jane Foster                               | |
| 2019 | Příliš malý svět                      | Lucy Cola                                 | |
| 2022 | Thor: Láska jako hrom                 | Jane Foster                               | |
| 2023 | Láska napříč věkem                    | Elizabeth Berry                           | také producent |
| 2025 | Pramen mládí                          | Charlotte Purdue                          | |

### Divadelní role
| rok  | název               | role          | poznámky |
| ---- | ------------------- | ------------- | -------- |
| 1994 | Ruthless!!          |               |          |
| 1997 | Deník Anne Frankové | Anne Franková |          |
| 2001 | Racek               |               |          |